# Lira pesante

Bozzetto per la nuova banconota da 1 lira, con il ritratto di Rosalba Carriera.

La lira pesante (anche lira nuova) fu un progetto per la ridenominazione della lira italiana, risalente alla seconda metà degli anni ottanta.

## Storia
La lira pesante, mai entrata in circolazione, fu oggetto di una ricerca dell'economista bocconiano Giuseppe Maria Liberto, come fu anche oggetto di discussione tra alcuni economisti durante la fine degli anni cinquanta. Il progetto fu riproposto negli anni settanta, senza successo, dagli esponenti politici Filippo Maria Pandolfi e Gaetano Stammati.
Nel settembre 1984, il progetto venne riscoperto da Bettino Craxi, il quale disse, nel dicembre dello stesso anno, che era già pronto un disegno di legge in proposito. Queste affermazioni diedero inizio a un dibattito tra esponenti politici ed economisti, che sarebbe durato sei anni, tra chi era contrario alla lira pesante (come Ciriaco De Mita e Giovanni Spadolini) e chi invece era favorevole (come lo stesso Craxi, Giovanni Goria e Romano Prodi, all'epoca presidente dell'IRI).
Nel 1986 il progetto venne fatto arrivare a Carlo Azeglio Ciampi, all'epoca governatore della Banca d'Italia.
L'idea di fondo era quella di riportare il valore della moneta italiana a un ordine di grandezza vicino a quello delle principali valute straniere che circolavano allora in Europa, come ad esempio il marco tedesco e il franco francese, prima delle grandi svalutazioni e guerre. La proposta era di sostituire la lira italiana con la nuova lira pesante, con un rapporto di cambio di 1 lira pesante per 1000 lire correnti.
Una possibile strada sembrava quella di sovrastampare le banconote in circolazione, ma l'introduzione subì diversi ostacoli. Furono create piccole quantità di lire pesanti, in banconote da una, due, cinque e dieci lire, ai giorni nostri oggetto di collezionismo. Il nuovo telefono pubblico Rotor venne appositamente predisposto per riconoscere ed accettare anche la lira pesante.
Il progetto, per motivi tecnici e politici, non fu mai portato a termine: nel 1991 la proposta fu bocciata dalla Commissione Finanze della Camera dei deputati in quanto ritenuta inutile in vista dell'Unione monetaria europea; di conseguenza la lira pesante non entrò mai in circolazione.

## Influenza culturale
Il dibattito politico sulla Lira pesante finì per influenzare anche il mondo del cinema:
- In Fantozzi va in pensione, del 1988, Fantozzi viene 'fintamente' incaricato da un datore di lavoro di rivalutare tutti i prezzi dei beni dell'azienda, togliendo tre zeri a ciascun prezzo da un libro mastro.
- Nel film Yuppies 2 del 1986 i giovani di successo, quando giocano a carte, si fingono miliardari ma poi usano la scusa dell'eliminazione dei tre zeri per la lira pesante per pagare il conto tra di loro.

## Altri esempi di ridenominazione
- Il Leu romeno è stato rivalutato dal 1º luglio 2005 al tasso di 10.000 "vecchi" Lei (ROL) per un "nuovo" Leu (RON), con la contestuale immissione di una nuova serie di banconote.[9]